# Estádio municipal Dr. Alves Vieira
El Estádio Municipal Doutor Alves Vieira es un estadio de fútbol ubicado en la ciudad de Torres Novas.

## Historia
Fue construido en 1969 en sustitución de la entonces sede del Clube Desportivo de Torres Novas (CDTN), el pequeño Parque Almonda, sede durante casi 25 años de los juegos oficiales del club.
La instalación consta de una cancha de fútbol de césped natural, una pista de atletismo de tierra batida con 4 carriles, un sector para lanzamiento (peso y jabalina) y un cajón de salto para la práctica del salto de longitud y triple salto. La capacidad de espectadores es de alrededor de 11.500 asientos.
Fue utilizado por el Boavista FC para sus dos partidos de la Recopa de Europa 1992-93.